# 拉凱克尼文峰
71°54′S 7°17′E / 71.900°S 7.283°E
拉凱克尼文峰是南極洲的山峰，位於東部南極洲的毛德皇后地，屬於菲爾希納山脈的一部分，處於特羅爾斯洛泰特山的北端，海拔高度2,365米。